# Manon Petit-Lenoir
Pour les articles homonymes, voir Petit et Lenoir.
Manon Petit-Lenoir, née le 7 décembre 1998 à Clermont-Ferrand est une snowboardeuse française.

## Carrière
Manon Petit-Lenoir pratique le snowboard au « Snowboard Club des Carroz » depuis 2006 et intègre l'équipe de France jeune de snowboardcross en 2014. Elle décroche la médaille d'or de cette activité au festival olympique d'hiver 2015 de la jeunesse européenne.
Elle décroche également la médaille d'or aux Jeux olympiques de la jeunesse à Lillehammer en 2016.
Quelques mois avant les Jeux olympiques à PyeongChang en 2018, elle s'est fracturée trois vertèbres, ce qui l'a contrainte à porter un corset pendant deux mois et l'a empêchée de participer à ses premiers Jeux olympiques.

### Saison 2012-2013
3e aux Championnats de France Kids en Boardercross et en géant parallèle à Isola 2000 les 22 et 24 mars 2013
Vainqueur du trophée Comité Mont- Blanc

### Saison 2013-2014
- Championne de France 2014 Cadette et Junior de géant parallèle
- Vice championne de France Senior Femme de géant parallèle

Boardercross Circuit Europe :
- Vainqueur de la FIS Europe de Isola 2000 du 12/01/14
- 2e et 3e à Isola le 11/01/14 et à Puy st Vincent du 19/01/14

### Saison 2014-2015
- vice championne du monde Senior en Team Évent 2017
- 5e aux championnats du Monde Senior 2017
- Championne de France 2015 Cadette et Junior de géant parallèle
- Vice championne de France Senior Femme de géant parallèle
- Championne de France 2015 Cadette, Vice-Junior, et 4e Adulte de Snowboardcross
- Médaillé d'Or en Équipe au Festival Olympique de la jeunesse Européenne 2015
- 1re Cadette et 16e au général des Championnats du Monde Junior 2015 en Chine
- 2e à la Coupe d'Europe à LENK
- 3e à la Coupe d'Europe à Isola 2000
- 1re et 2e aux FIS Europe à Moena
- 1re et 2e aux FIS Europe à Cervinia
- 7e au général et 1re Cadette au classement final des Coupe d'Europe 2015

## Palmarès

### Coupe du monde
- 4 podiums.